# Fessenheim
Fessenheim é uma comuna francesa na região administrativa de Grande Leste, no departamento Alto Reno. Estende-se por uma área de 18,35 km². Em 2010 a comuna tinha 2 359 habitantes (densidade: 128,6 hab./km²).